# Route der Industriekultur – Rheinische Bergbauroute
Die Rheinische Bergbauroute ist als 17. Themenroute ein Bestandteil der deutschen Themenstraße „Route der Industriekultur“. Auf ihr werden die für das Ruhrgebiet typischen bergwerklichen Einrichtungen wie Zechen, Bergmannsiedlungen, Betriebsvorrichtungen und Halden präsentiert. Historisch gesehen ist der rheinische Bergbau jünger als der westfälische Bergbau, da hier die kohleführenden Flöze tiefer liegen und ein Abbau erst mit dem Einsatz der Dampfmaschine zur Wasserhaltung möglich wurde.

## Stationen

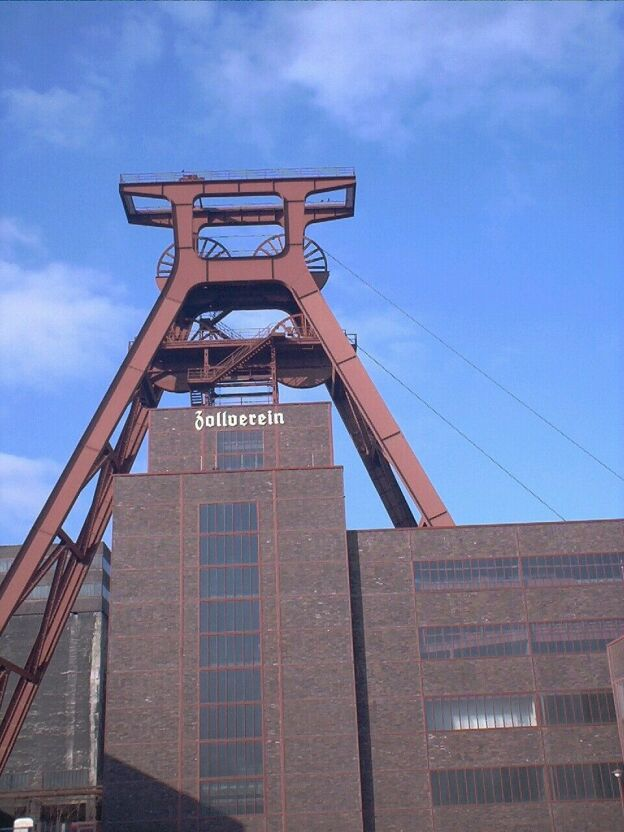
Zeche Zollverein

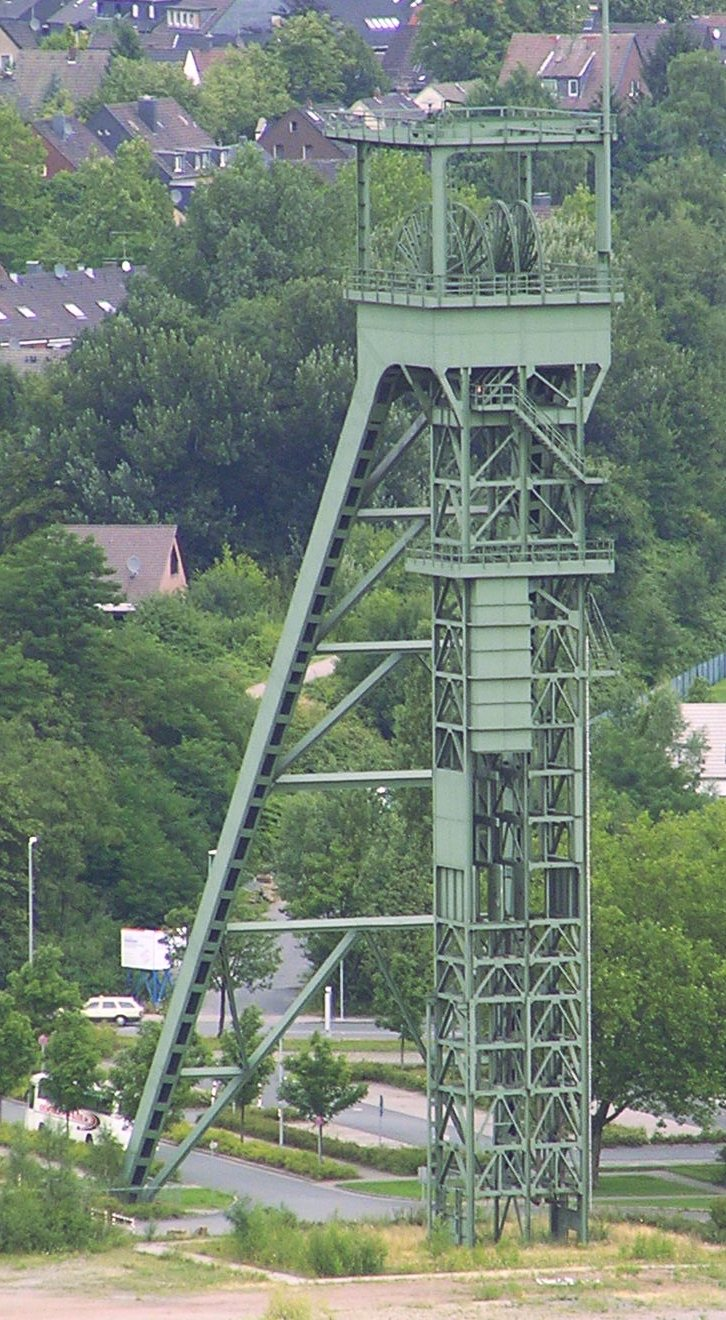
Zeche Osterfeld Paul-Reusch-Schacht

- Deutsches Bergbau-Museum Bochum
- Zeche Bonifacius
- Zeche Königin Elisabeth, Schacht Emil
- Glückaufhaus (neu 2011)
- Steag-Zentrale (neu 2011)
- Zeche Carl Funke
- Siedlung Carl Funke
- Zeche Zollverein 1/2/8 und Schacht XII
- Kokerei Zollverein
- Zeche Zollverein Schacht 3/7/10
- Zeche Helene
- Kulturzentrum Zeche Carl
- Schurenbachhalde
- Siedlung Karnap, Bestandteil von Essen-Karnap
- Zeche Vereinigte Helene-Amalie
- Zeche Oberhausen
- Knappenhalde
- Gasometer Oberhausen
- Zeche Osterfeld
- Zeche Osterfeld, Schacht 4
- Zeche Sterkrade
- Halde Haniel
- Zeche Lohberg (umbenannt)
- Siedlung Lohberg
- Zeche Walsum
- Siedlung Wehofen
- Salzbergwerk Borth
- Schacht Rossenray
- Bergwerk Friedrich Heinrich
- Alt-Siedlung Friedrich-Heinrich
- Zeche Pattberg
- Halde Pattberg
- Halde Norddeutschland
- Siedlung Repelen
- Museum Neukirchen-Vluyn
- Zeche Niederberg
- Siedlungen Niederberg – Alte und Neue Kolonie
- Kolonie Meerbeck
- Zeche Rheinpreußen 5/9 mit Eurotec Technologiepark
- Halde Rheinpreußen
- Zeche Rheinpreußen 4
- Zeche Rheinpreußen 1/2
- Siedlung Rheinpreußen
- Siedlung Johannenhof
- Rheinpreußen-Hafen
- Schacht Gerdt (2021 neuer Punkt)
- Rheinhauser Bergbausammlung
- Zeche Friedrich Thyssen, Schacht 6
- Siedlung Mausegatt

Symbole der Route der Industriekultur: Besucherzentrum  Ankerpunkt  Panorama  Siedlung 